# Olga Sáez Larra
Olga Sáez Larra (Madrid, 18 settembre 1994) è una tennista spagnola.
Vincitrice di undici titoli nel singolare e 14 titoli nel doppio nel circuito ITF. Nel 2017 ha raggiunto la sua migliore posizione nel singolare WTA, piazzandosi 231º. Nell'aprile 2017 ha raggiunto il miglior piazzamento mondiale nel doppio alla posizione n° 356.
Ha disputato un incontro con la squadra spagnola di Fed Cup nel 2017 uscendone sconfitta.